# Procès des Médecins

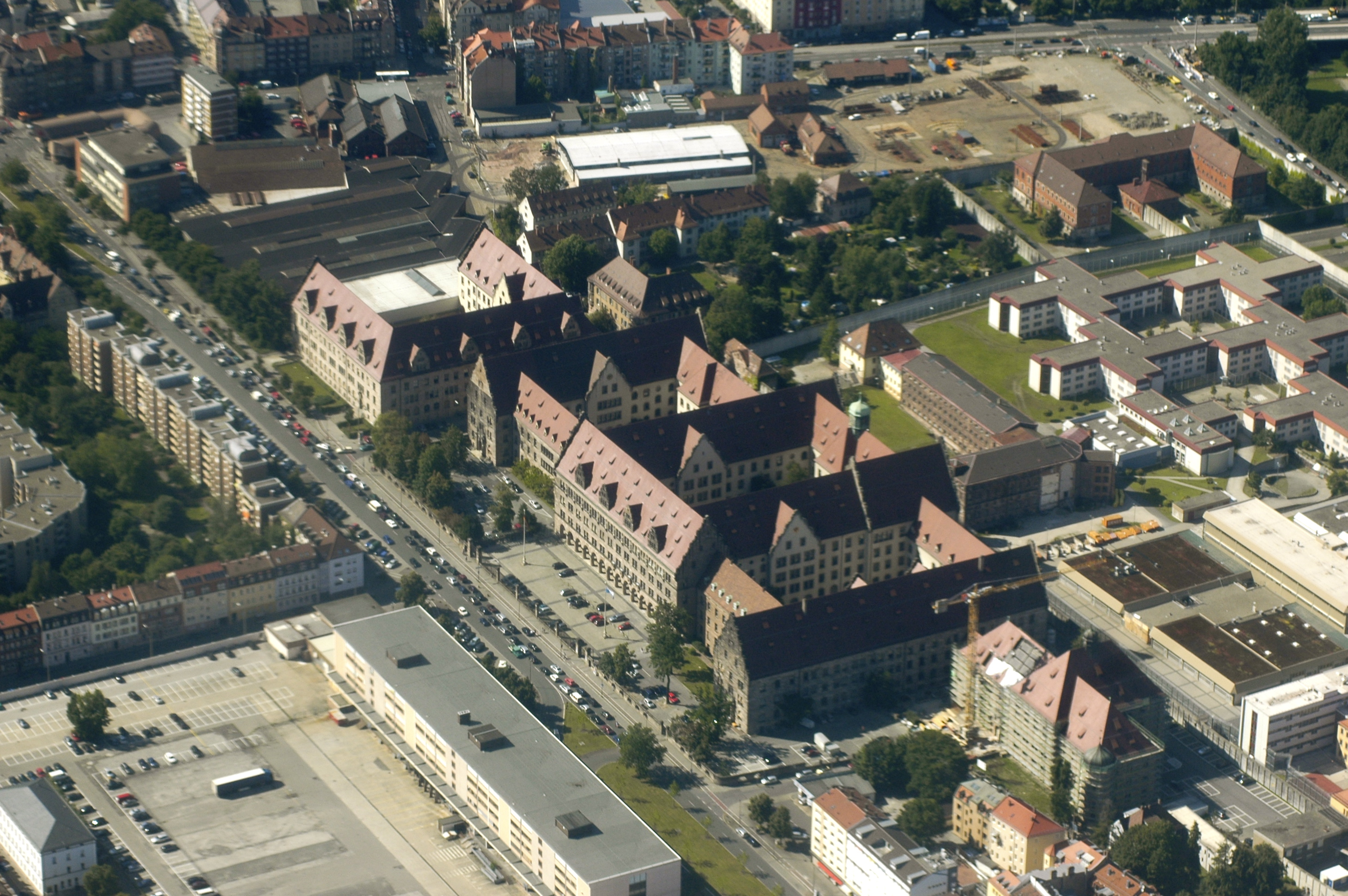
Vue aérienne du palais de justice de Nuremberg, en 2009.

Le procès des Médecins (« medical case » ou « doctors' trial », décembre 1946 - août 1947) est un procès des médecins et fonctionnaires de l'État nazi accusés de crimes de guerre et crimes contre l'humanité. Il s'est tenu devant le Tribunal militaire américain (TMA), à Nuremberg, agissant dans le cadre de dispositions internationales, dans la zone d'occupation américaine en Allemagne à l'issue de la Seconde Guerre mondiale. 
Le procès s'ouvre le 9 décembre 1946, quelques semaines après la fin du premier procès de Nuremberg qui avait jugé les principaux dignitaires du régime nazi devant un Tribunal militaire international (TMI). Sur les vingt-trois accusés, vingt sont médecins, et trois des fonctionnaires non-médecins. Ils sont poursuivis pour quatre chefs d’accusation : 1° conspiration ; 2° crimes de guerre ; 3° crimes contre l'humanité ; 4° appartenance à une organisation criminelle (en l'espèce, la SS). 
Le procès dure 139 jours et s'achève le 19 août 1947 ; le jugement est rendu les 20 et 21 août 1947. Des 23 accusés, 7 sont acquittés, 9 sont condamnés à de longues peines de prison, et 7 sont condamnés à mort, et exécutés par pendaison le 2 juin 1948. 
Les attendus du jugement incluent une liste de dix critères utilisés par les juges pour apprécier le caractère licite ou non des pratiques d'expérimentation médicale en cause. Cette liste est connue sous le nom de code de Nuremberg, référence majeure des textes ultérieurs — éthiques et juridiques — en matière d'expérimentation médicale, comme la déclaration d'Helsinki, notamment.

## Contexte
Le premier procès de Nuremberg, qui s'est déroulé du 20 novembre 1945 au 1er octobre 1946, concernait 24 des principaux responsables du Troisième Reich. Les États-Unis lancent à sa suite douze procès touchant des professions ou corps particuliers. D'abord le procès des Médecins (dit aussi « second procès de Nuremberg »), puis celui des Juges. Les médecins étaient en effet la profession la plus « nazifiée » d'Allemagne (plus de 50 % des médecins sont alors membres du parti nazi, dans la SA ou dans la SS). Les autres procès concerneront des hommes politiques, des militaires, des industriels et des diplomates.

## Préparations

### Instruction
La préparation du procès des médecins débute avant la fin du procès des dignitaires nazis. Dès la libération des camps de concentration, des équipes de médecins, juristes et agents de renseignement recherchent documents et témoignages sur l'expérimentation médicale nazie réalisée dans ces camps. Ce travail d'instruction est coordonné par le colonel Clio Straight, établissant une liste de 140 médecins et scientifiques impliqués dans ces expériences.
Les autorités alliées se lancent à leur recherche, et plusieurs  responsables se suicident, soit avant leur capture comme Ernst-Robert Grawitz, soit avant leur procès comme Erwin Ding-Schuler ; d'autres ont pris la fuite comme Josef Mengele, ou étaient morts ou avaient été tués comme Sigmund Rascher. Quelques médecins sont interpellés à leur domicile ou sur leur lieu d'exercice comme Siegfried Ruff, arrêté en octobre 1945 alors qu'il travaillait pour le compte de l'armée de l'air américaine.

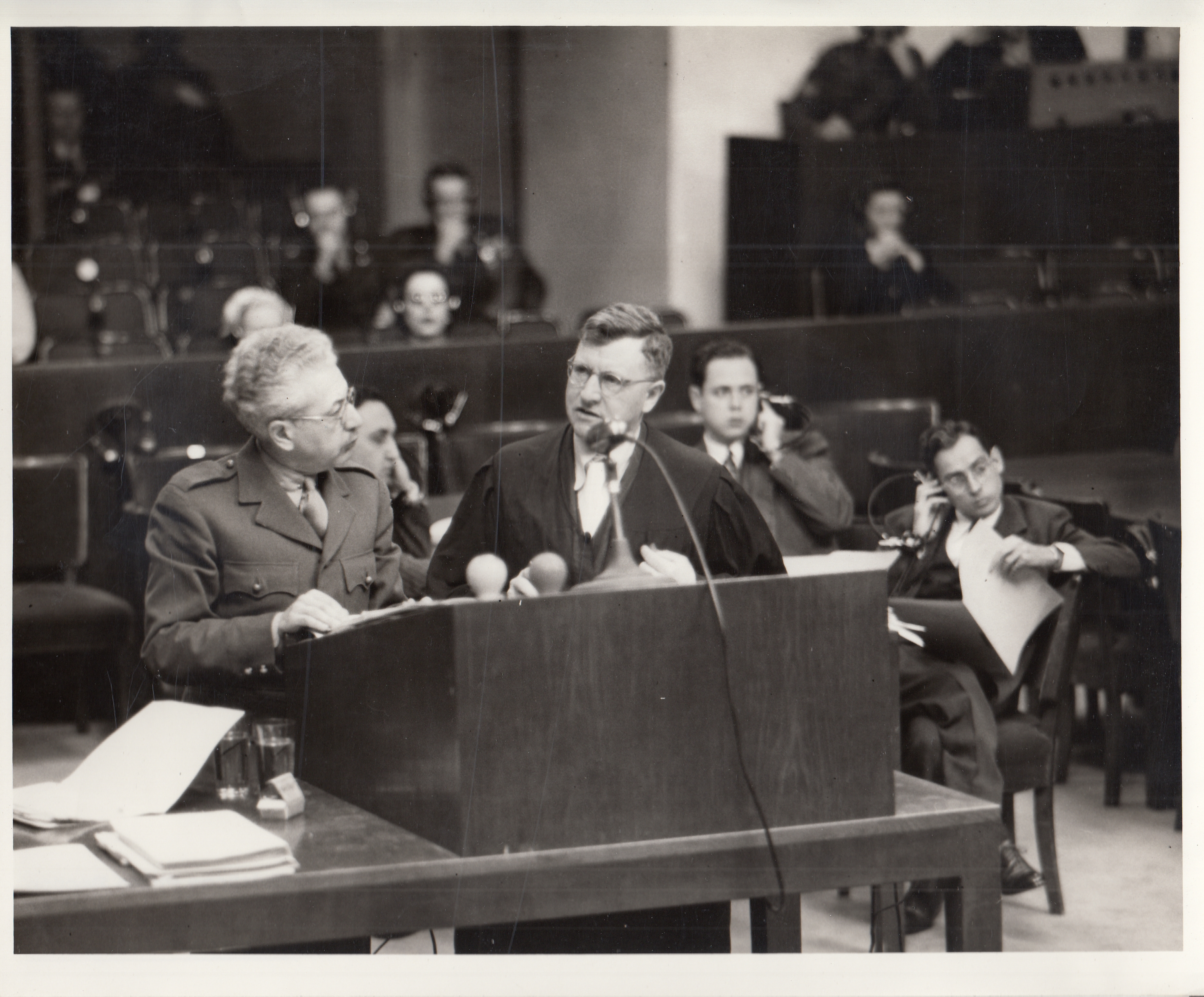
Robert Servatius, avocat de la défense, formule une objection devant le Tribunal militaire international de Nuremberg, le 9 décembre 1946.

### Procédure
La dévolution du procès au Tribunal militaire américain obéit à un accord international, l'Accord de Londres, signé, le 8 août 1945, par les gouvernements américain, français, britannique et soviétique, « agissant dans l’intérêt de toutes les Nations unies », et qui établit la légalité des tribunaux d’occupation jugeant les criminels nazis sur leur zone d’occupation, seuls les crimes « non localisables » — ceux des dirigeants nazis, par excellence — étant renvoyés au Tribunal militaire international. La référence juridique du procès des Médecins est ainsi United States of America v. Karl Brandt, et al., bien que le jugement qui en est issu soit considéré comme une décision pénale de droit international. Le tribunal statua selon la procédure américaine.

### Contestation
D'emblée, la défense dirigée par Robert Servatius, l'avocat de Karl Brandt, critique la procédure en dénonçant l'incompétence du Tribunal. Le 6 novembre 1946, en conférence de presse, Servatius affirme que la Loi n°10 du conseil de Contrôle, celle qui donne le droit de juger les criminels de guerre à chaque puissance dans sa zone d'occupation, n'a été ratifiée par aucune instance allemande. C'est une loi édictée par les vainqueurs de l'Allemagne, il conclut : « Loin de consacrer la primauté du droit, elle consacre la primauté de la force ».

## Accusés
Le procès concerne finalement 23 accusés, dont 20 médecins. Il n'y a qu'une seule femme, Herta Oberheuser. Ils sont âgés de 35 à 62 ans. Tous ont adhéré au parti nazi sauf quatre (Schröder, Schaefer, Ruff, et Pokorny), une douzaine en étaient déjà membres en 1933. Dix sont membres des SS, et sur les vingt médecins, seize sont des militaires et quatre des civils. Tous plaident « non coupable ».
Parmi les médecins, on compte 4 chirurgiens :

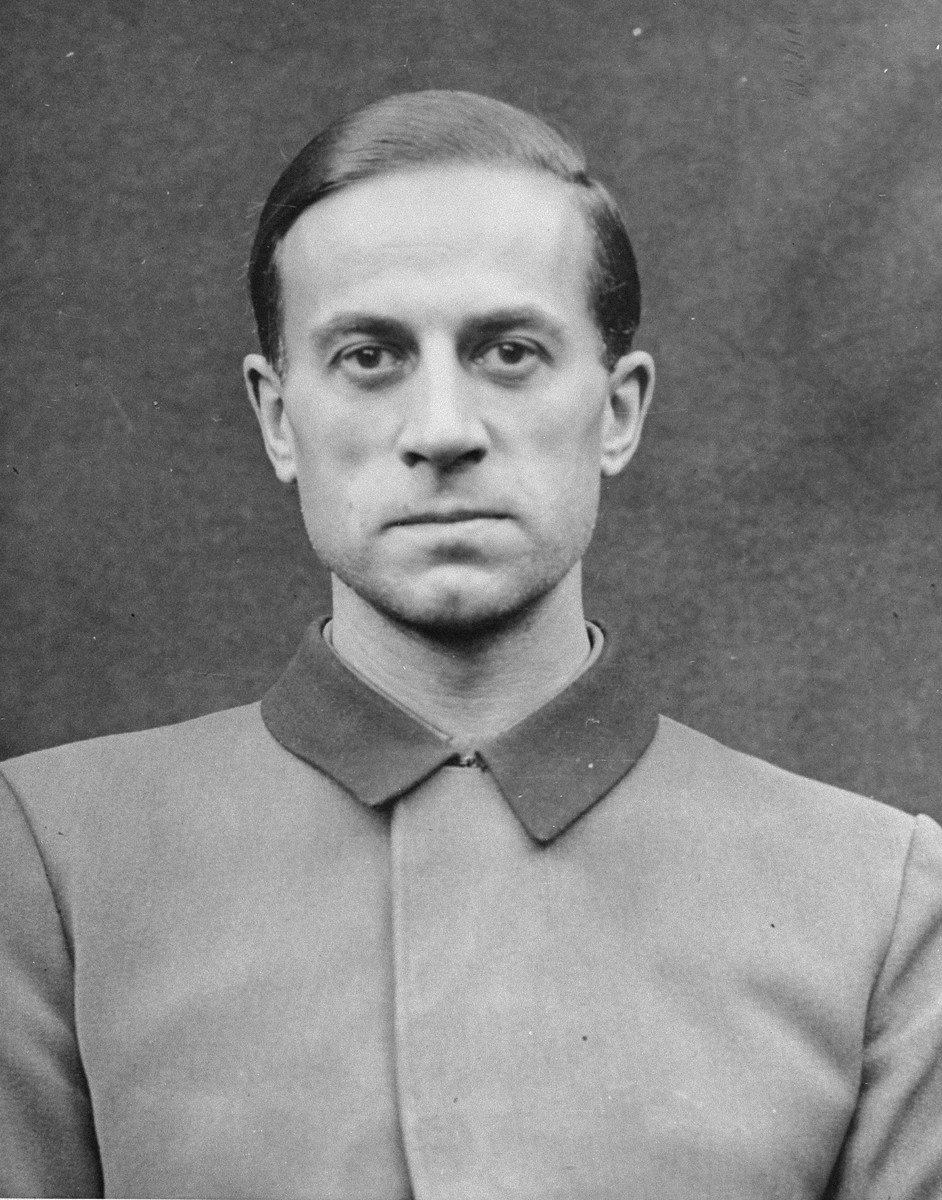
Karl Brandt, exécuté.
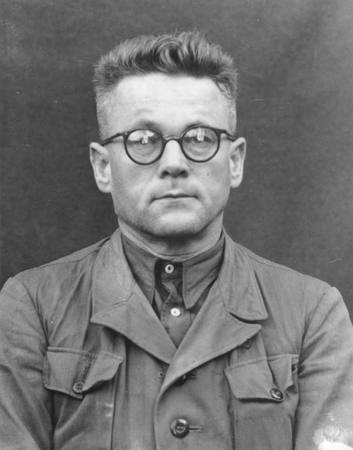
Karl Gebhardt, exécuté
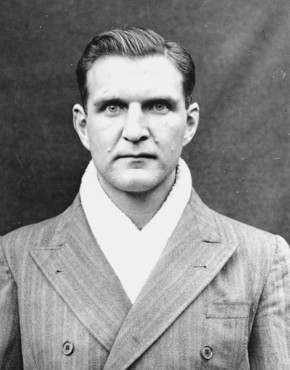
Fritz Fischer, prison à vie, libéré en 1954.
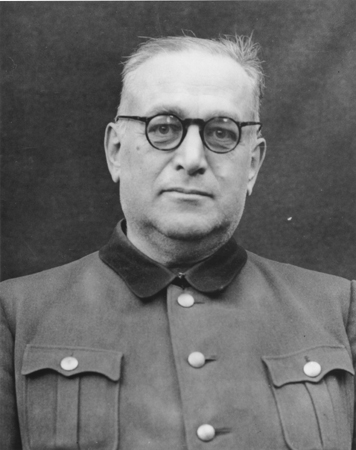
Paul Rostock, acquitté.

- Karl Brandt, autorité médicale suprême du IIIe Reich, chargé notamment du programme Aktion T4, utilisé pour « euthanasier » les malades mentaux et les handicapés ; il est condamné à mort et exécuté le 2 juin 1948.
- Karl Gebhardt, né le 23 novembre 1897, médecin de Heinrich Himmler ; en 1933, il est médecin chef de la SS,  en 1936 directeur médical des Olympiades. Il resta jusqu'au bout un compagnon et conseiller fidèle de Himmler. Quelques jours avant la capitulation, en avril 1945, à la suite du suicide de Grawitz, il est nommé président de la Croix-Rouge allemande[7]. Jugé pour avoir pratiqué des expériences sur les prisonniers des camps, spécialement les femmes de Ravensbrück surnommées les Lapins. Condamné à mort, il est exécuté le 2 juin 1948.
- Fritz Fischer, 35 ans, le plus jeune des accusés, assistant de Karl Gebhardt dans ses expériences sur les Lapins de Ravensbrück.
- Paul Rostock, chirurgien civil à Berlin et chef du conseil de science médicale et de recherche.

4 bactériologistes :

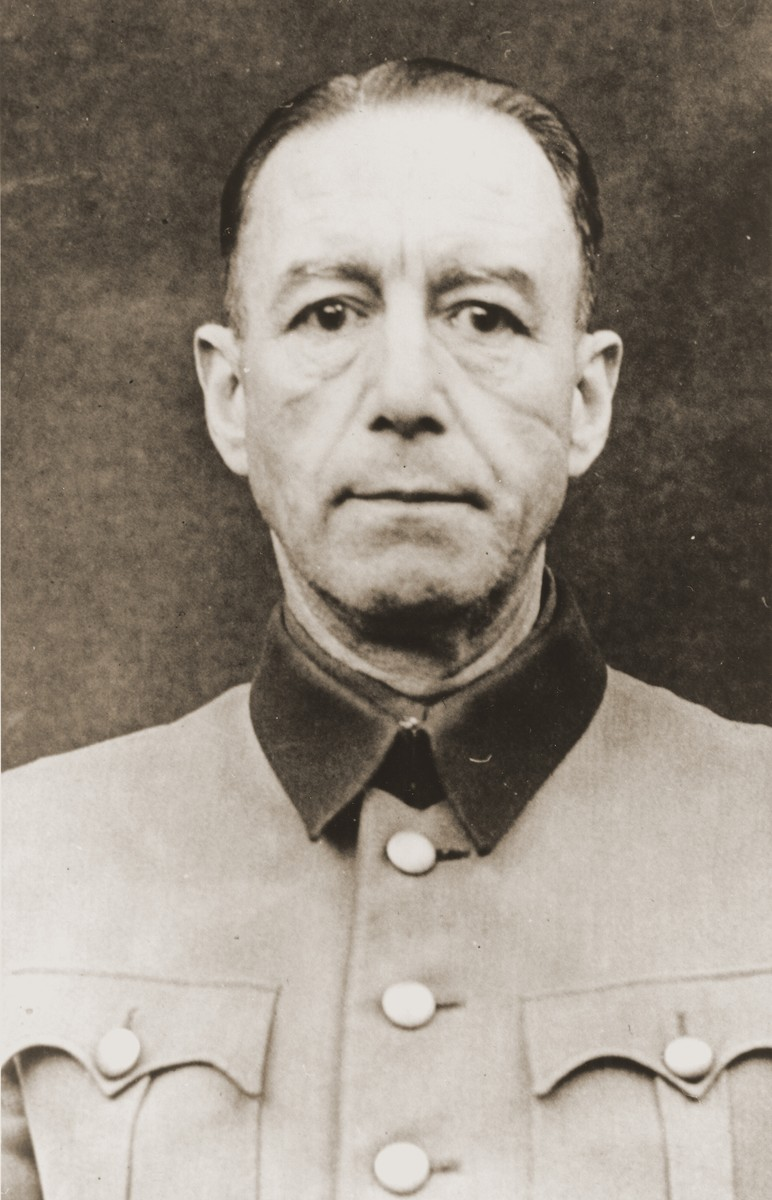
Siegfried Handloser, prison à vie, libéré en 1954.
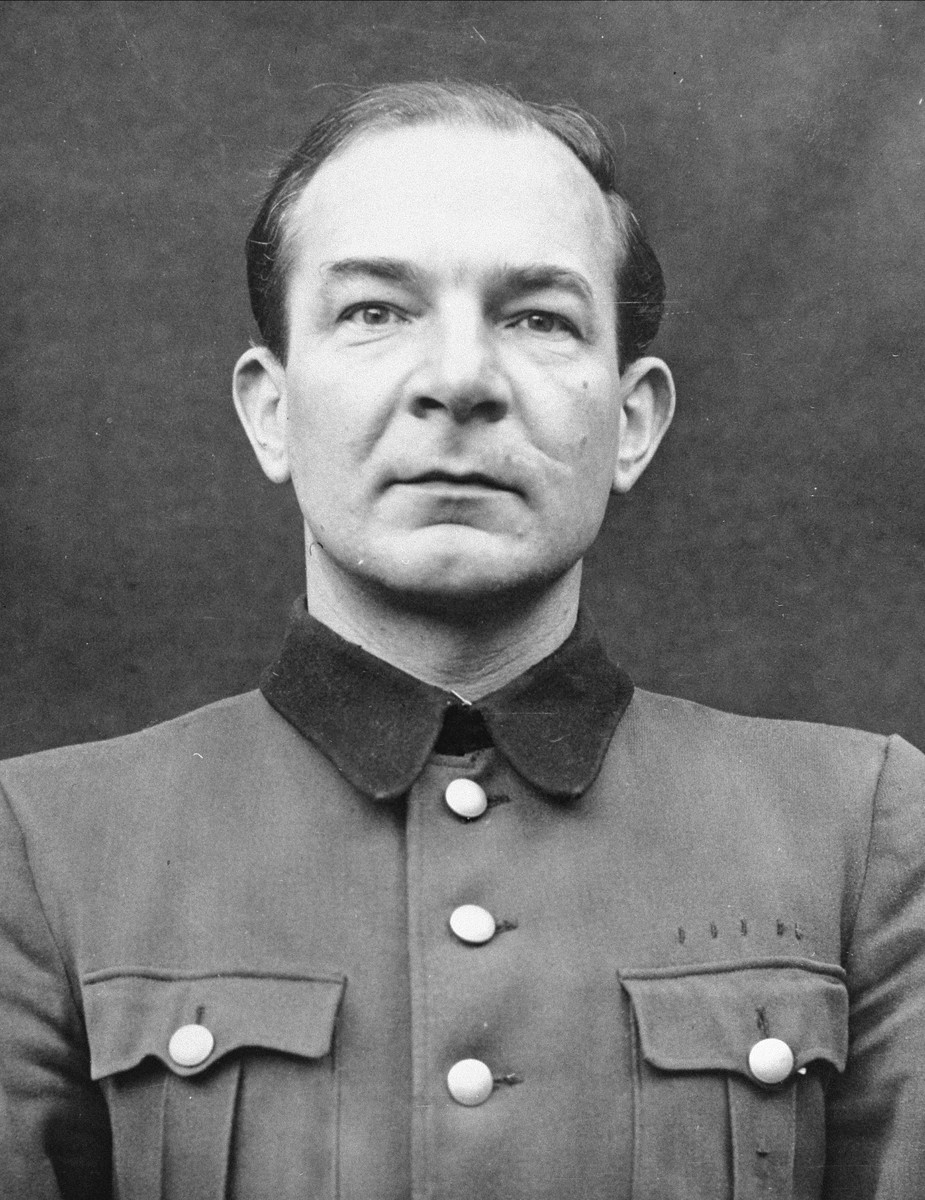
Joachim Mrugowsky, exécuté.
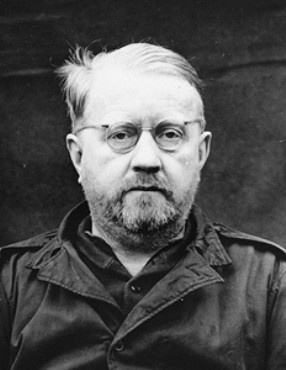
Gerhard Rose, prison à vie, libéré en 1955.
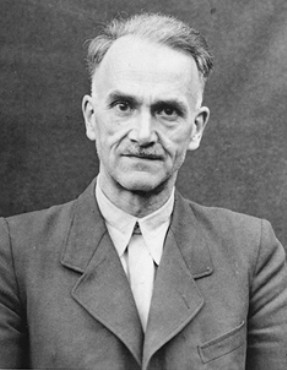
Oskar Schröder, prison à vie, réduite à 15 ans.

- Siegfried Handloser, médecin-général, chef des services de santé de la Wehrmacht.
- Joachim Mrugowsky, médecin et chef de l'institut d'hygiène de la SS. Jugé pour expérimentation sur les prisonniers des camps. Condamné à mort, il est exécuté le 2 juin 1948.
- Gerhard Rose, vice-président de l'institut Robert-Koch, médecin commettant des sévices sur ses patients, condamné à la prison à vie. Il bénéficie d'une réduction de peine en 1951 et d'une libération anticipée en juin 1955[8].
- Oskar Schröder, médecin-général, chef des services de santé de la Luftwaffe.

4 chercheurs en médecine aéronautique :

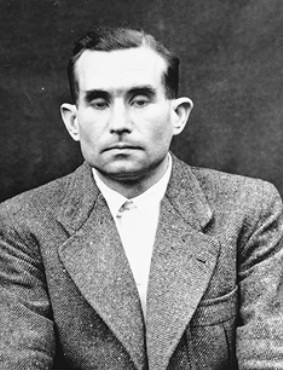
Hermann Becker-Freyseng, vingt ans de prison, peine réduite à dix ans.
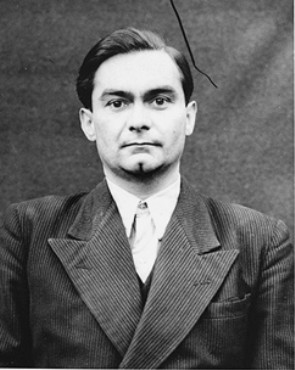
Hans-Wolfgang Romberg, acquitté.
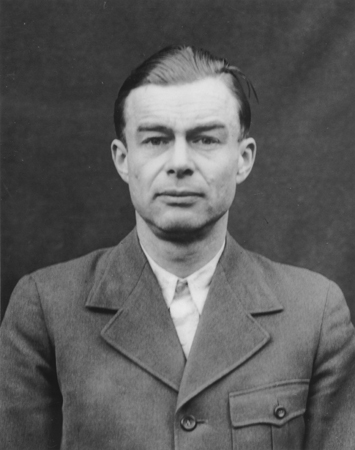
Siegfried Ruff, acquitté.
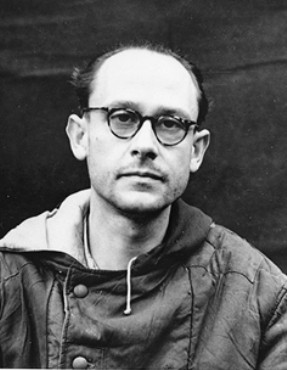
Konrad Schäfer, acquitté.

- Hermann Becker-Freyseng, chef du département de médecine aéronautique de la Luftwaffe.
- Hans-Wolfgang Romberg, médecin du Centre d'aéronautique expérimentale de Berlin.
- Siegfried Ruff, chef de la section médicale du Centre d'aéronautique expérimentale de Berlin.
- Konrad Schäfer, chercheur au Centre d'aéronautique expérimental de Berlin.

3 dermatologues :

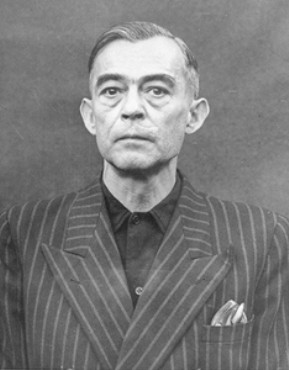
Kurt Blome, acquitté.
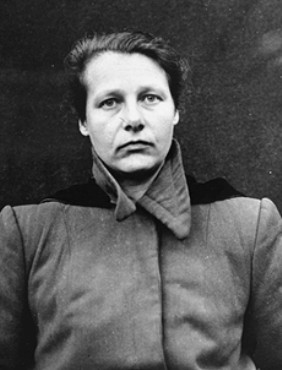
Herta Oberheuser, vingt ans de prison, libérée en 1952.
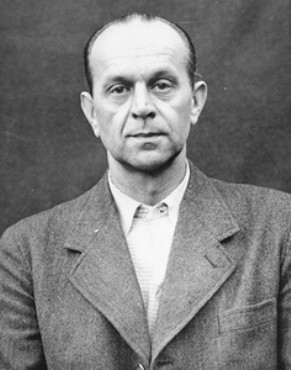
Adolf Pokorny, acquitté.

- Kurt Blome, scientifique ayant testé des vaccins sur des prisonniers de camp de concentration. Jugé pour extermination de prisonniers malades et expériences conduites sur des êtres humains, il est acquitté.
- Herta Oberheuser, médecin qui participe à l'injection de sulfamide à Ravensbrück. Seule femme à être jugée, elle est condamnée à vingt ans de prison.
- Adolf Pokorny, dermatologue, accusé d'avoir coopéré avec les programmes de stérilisation, acquitté « pas à cause de mais malgré sa défense » qui consistait à rappeler le fait que la méthode de castration qu'il proposa dans une lettre n'était pas efficace.

2 médecins généralistes :

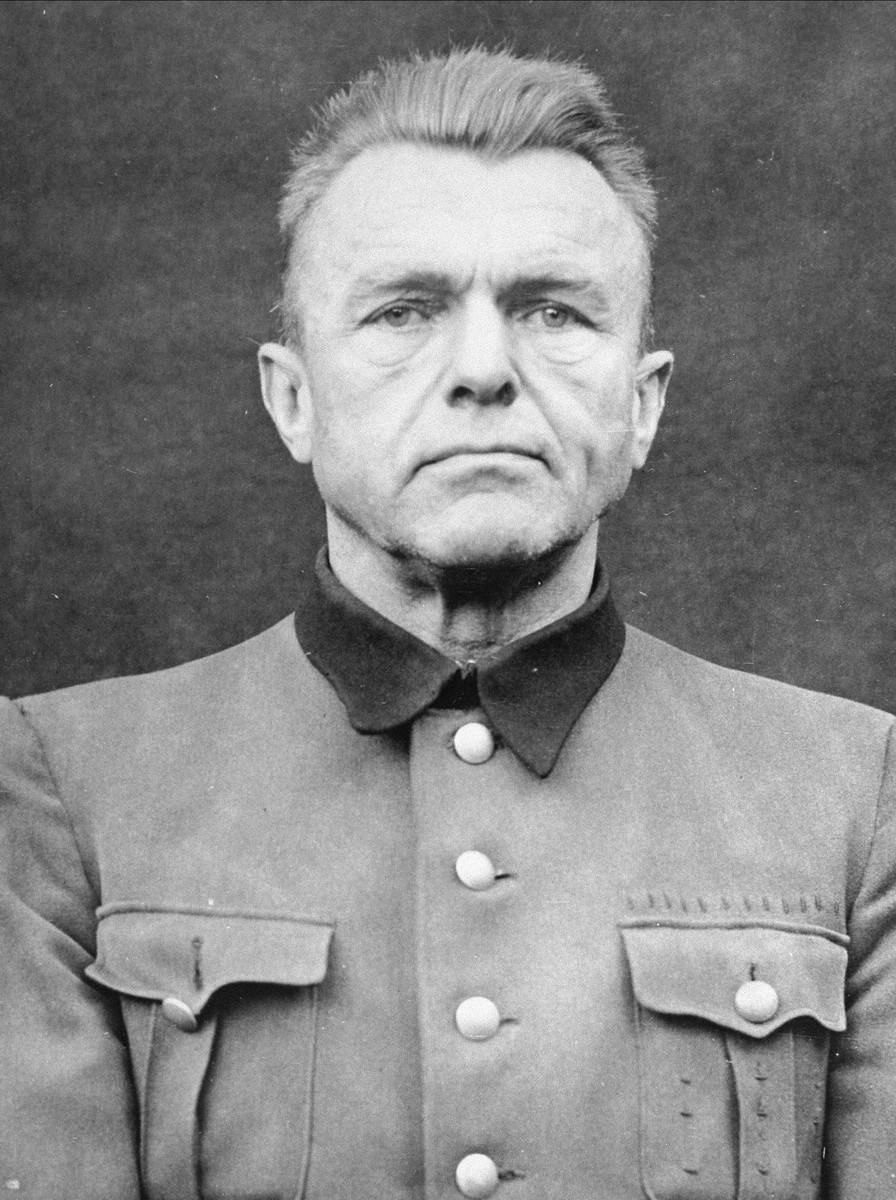
Karl Genzken, prison à vie, libéré en 1954.
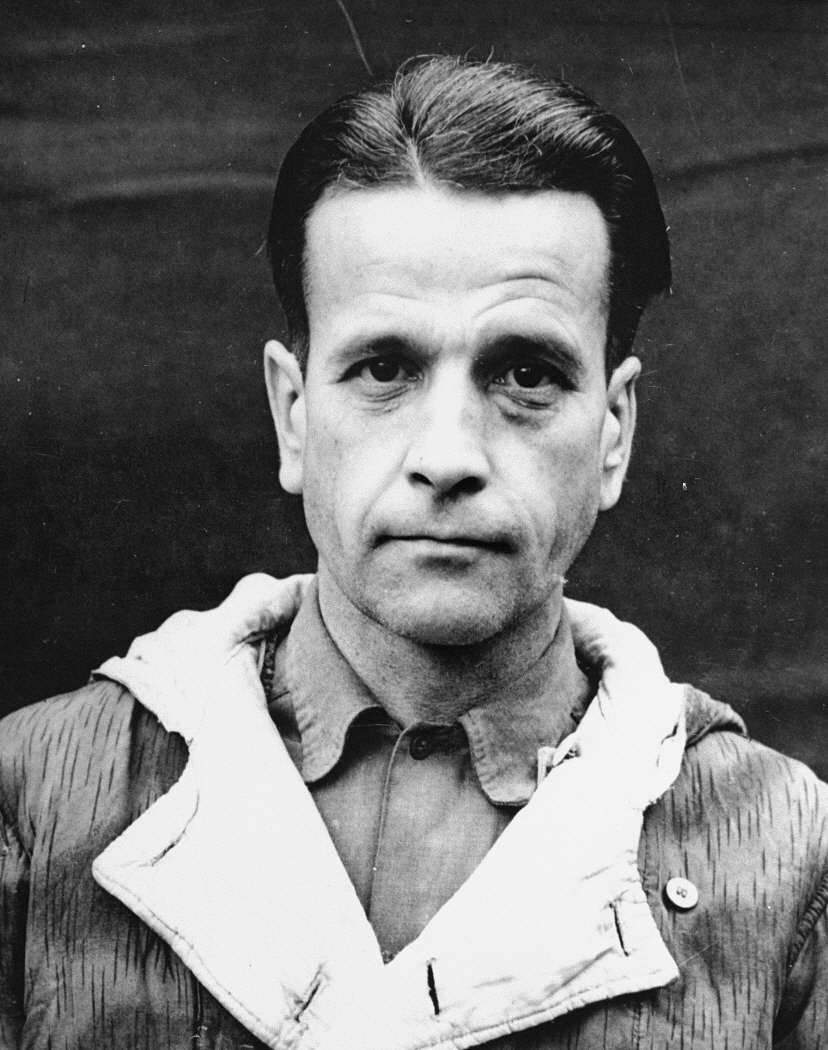
Waldemar Hoven, exécuté.

- Karl Genzken, chef du service de santé des Waffen SS.
- Waldemar Hoven, médecin du camp de Buchenwald. Jugé pour avoir « euthanasié » massivement les déportés. Condamné à mort, il est exécuté le 2 juin 1948.

On trouve également :

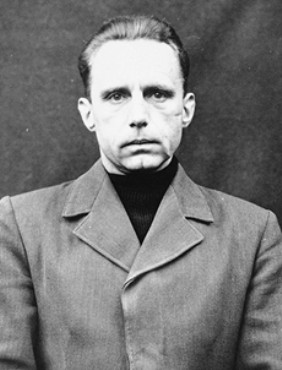
Wilhelm Beiglböck, quinze ans de prison, libéré en 1951.
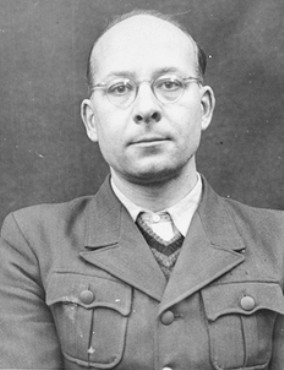
Helmut Poppendick, dix ans de prison, libéré en 1951.
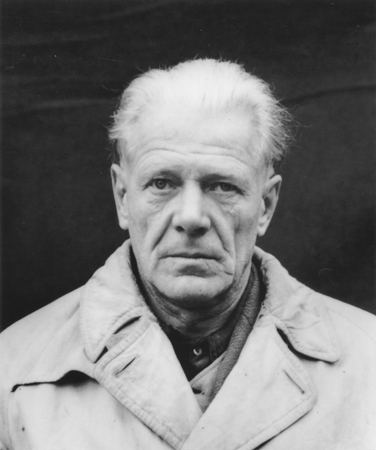
Georg August Weltz, acquitté.

- Wilhelm Beiglböck, spécialiste de médecine interne.
- Helmut Poppendick, généticien, nommé en 1935 médecin-chef du RuSHA (Office central pour la race et la colonisation), chargé de la sélection des SS et de leurs fiancées, pour le contrôle de leur descendance (sélection positive). Son rôle dans les crimes commis (sélection négative) en Pologne est mal défini. Condamné à dix ans de prison[7].
- Georg August Weltz, radiologue, directeur de l'Institut de médecine aéronautique de Munich.

Les 3 non-médecins sont :

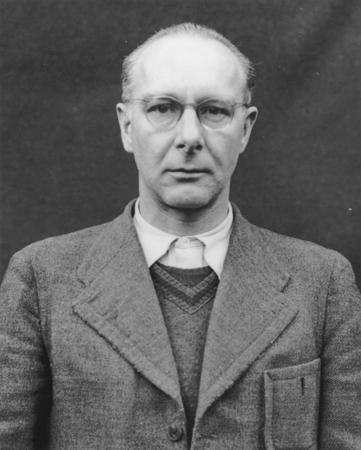
Viktor Brack, exécuté.
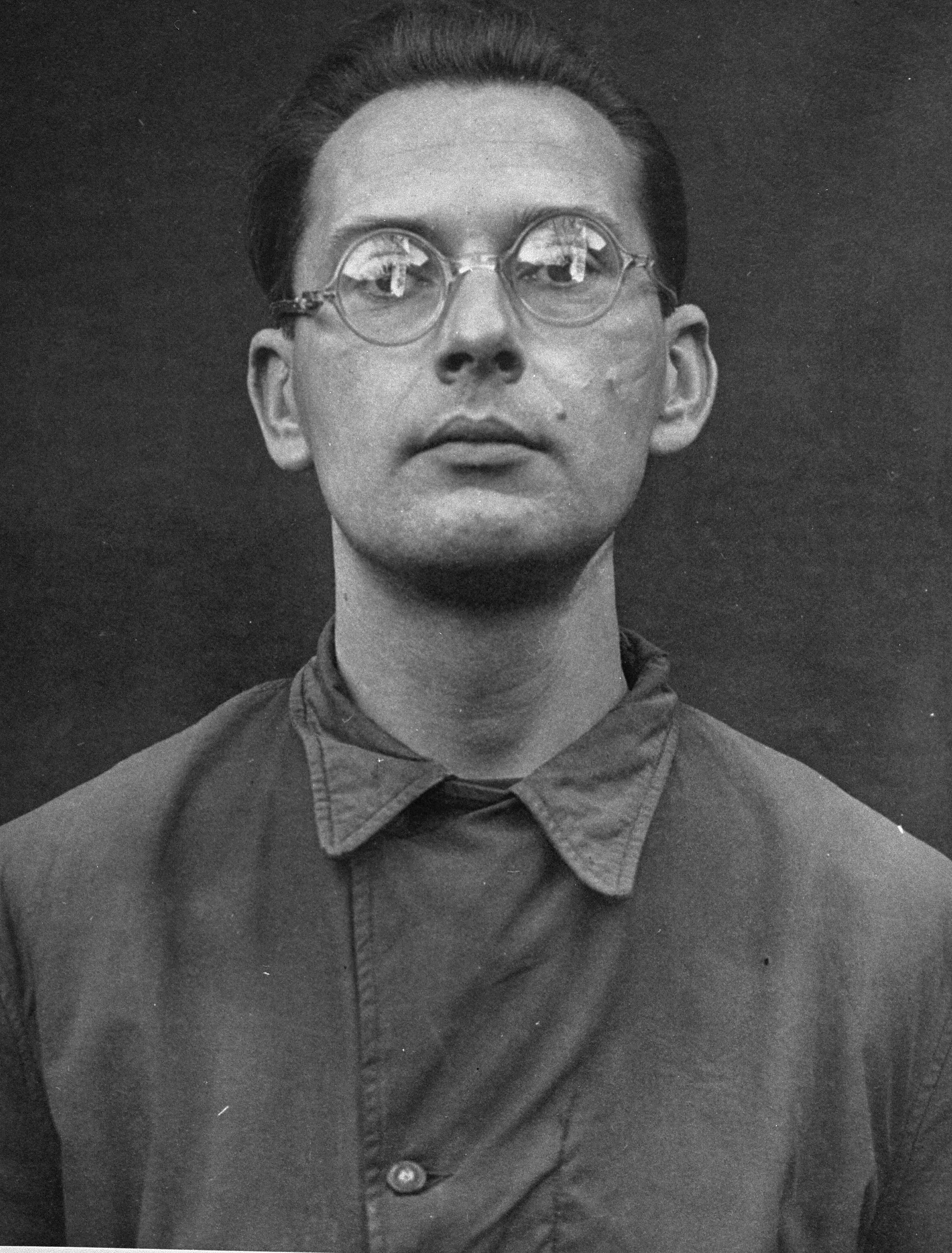
Rudolf Brandt, exécuté.
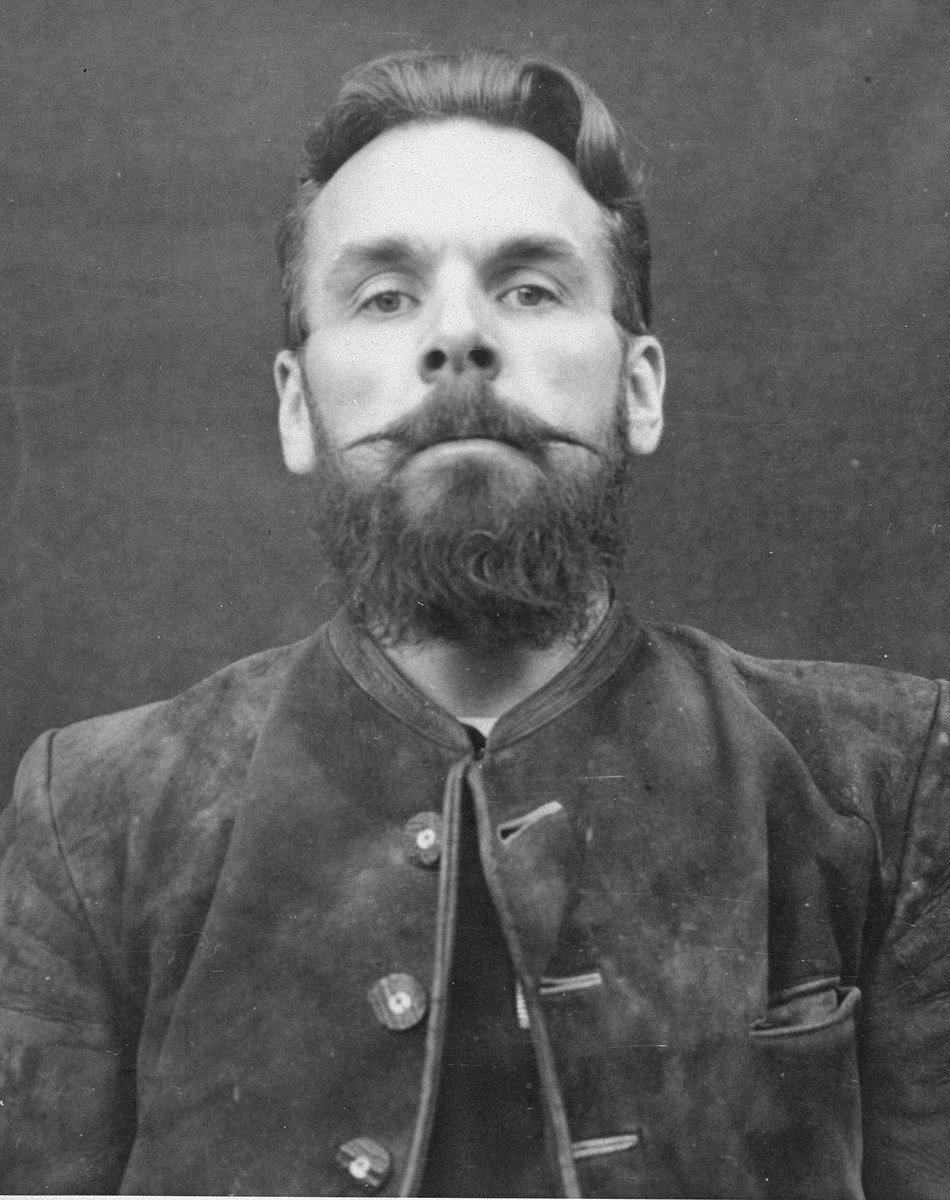
Wolfram Sievers, exécuté.

- Viktor Brack, codirige le programme « Aktion T4 » et s'implique directement dans la Shoah par l'aide à la création d'installation de gazage, reconnu coupable de crimes contre l'humanité, il est condamné à mort et pendu le 2 juin 1948 dans la prison de Landsberg.
- Rudolf Brandt, juriste conseiller de Himmler.
- Wolfram Sievers, dirigeant de l'Ahnenerbe. Jugé pour ses expériences mortelles sur des humains. Condamné à mort, il est exécuté le 2 juin 1948.

## L'acte d'accusation
L'acte d'accusation est remis aux accusés le 5 novembre 1946, en langue anglaise et allemande.
Les 23 accusés sont poursuivis pour quatre chefs d'accusation :
1. Intention commune et complot en vue de commettre les délits des deuxième et troisième chefs.
2. Crimes de guerre dans les prisons du Reich, en violation des règlements de La Haye[b], des conventions de Genève, des lois et coutumes de la guerre, des lois des nations civilisées.
3. Crimes contre l'humanité.
4. Appartenance à la SS après le 1er septembre 1939.

Les chefs d'accusation de crimes de guerre et crimes contre l'humanité visaient des faits identiques selon qu'ils avaient été commis contre des civils ou des combattants ; en pratique, dans les débats et dans le jugement, ils furent réunis en un seul (« crimes de guerre et contre l'humanité »). 
Tous les accusés le sont au moins pour leur participation à l'organisation ou à la réalisation d'expérimentations médicales sur des êtres humains, notamment dans les camps de concentration.  En ce qui concerne ce dernier point, dix crimes commis dans des camps de concentration sont retenus :
1. Les expériences à Dachau, mars-avril 1942, sur la survie en haute altitude.
2. Dachau, août 1942-mai 1943, sur la survie en hypothermie.
3. Dachau, juillet-septembre 1944, sur l'eau de mer potable.
4. Dachau, février 1942-avril 1945, sur une vaccination contre le paludisme.
5. Buchenwald et Natzweiler, décembre 1941-février 1945, sur le typhus et autres maladies infectieuses.
6. Sachsenhausen et Natzweiler, sur l'ictère infectieux (ancien nom des hépatites virales).
7. Nombreux camps, durant toute la guerre, sur l'ypérite, différents poisons et bombes incendiaires (phosphore).
8. Ravensbrück, juillet 1942-décembre 1943, sur les sulfamides, la régénération des os, muscles et nerfs.
9. Auschwitz et Ravensbrück, mars 1941-janvier 1945, sur la stérilisation de masse de personnes.
10. Meurtre de 112 déportés pour une collection de squelettes ; et un projet de mise à mort de dizaines de milliers polonais tuberculeux.

Quatre accusés sont poursuivis en outre pour leur participation au programme d'« euthanasie » Aktion T4.

Dans sa conclusion, l'acte aborde la responsabilité spécifique des médecins SS dans les expérimentations humaines :
« Décidés au plus haut niveau par la hiérarchie gouvernementale et militaire nazie, ces essais furent effectués comme une partie essentielle de la guerre totale. Ils furent ordonnés, approuvés, permis par des gens qui occupaient des postes d'autorité et qui, d'après tous les principes juridiques, avaient le devoir de connaître ces choses et de prendre des mesures pour y mettre fin ou les empêcher. »

## Le tribunal

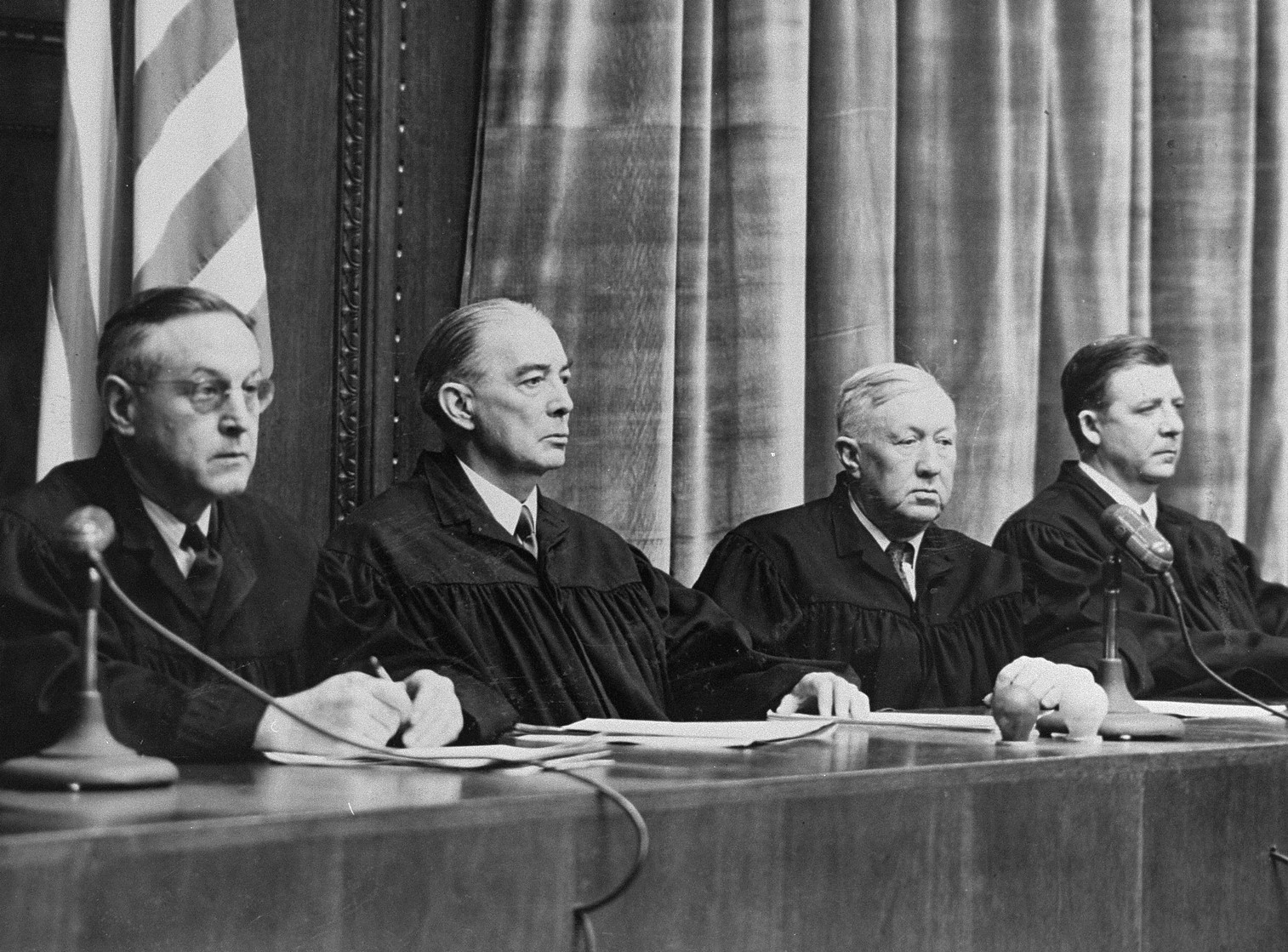
Les quatre juges du Procès des médecins, de gauche à droite : Harold L. Sebring, Walter B. Beals (président), Johnson T. Crawford, et Victor C. Swearingen.

Le procès débute le 9 décembre 1946. Il se déroule dans la grande salle d'audience du palais de Justice de Nuremberg, là où ont été déjà jugés les dignitaires nazis, là où aussi ont été jugés les conjurés du complot du 20 juillet 1944, la tentative d'assassinat contre Hitler.
Le président est Walter Beals (en), 70 ans, président de la Cour Suprême de l'État de Washington. Il est assisté par Harold Sebring (en) (juge de Floride), Johnson Crawford (en) (juge de l'Oklahoma), et d'un juge suppléant Victor Clarence Swearingen (juge du Michigan).
L'accusation est dirigée par le procureur général James McHaney, aidé de deux conseillers et quatre assistants.
Pour leur défense, les 23 accusés sont assistés par 27 avocats, dont huit ont assuré la défense des dignitaires nazis lors du premier procès de Nuremberg, ces avocats ont donc une bonne connaissance du système juridique anglo-saxon.
Les experts sont au nombre de trois, Leo Alexander, professeur de neuropsychiatrie, Autrichien d'origine juive, émigré aux États-Unis, et agent de renseignement de l'US Army sur la recherche scientifique nazie, auteur de sept rapports adressés au procureur général ; Andrew Ivy (en) , chercheur en physiologie mondialement connu, de l'université d'Illinois, il est issu d'une famille protestante ; Werner Leibbrand (de), psychiatre allemand et professeur d'histoire de la médecine à l'université d'Erlangen, avant d'être renvoyé parce que son épouse, psychiatre elle aussi, était juive.
Trente-deux témoins sont présentés par l'accusation (dont Jadwiga Dzido), cinquante-trois par la défense, 1 471 documents sont cités.

## Déroulement du procès

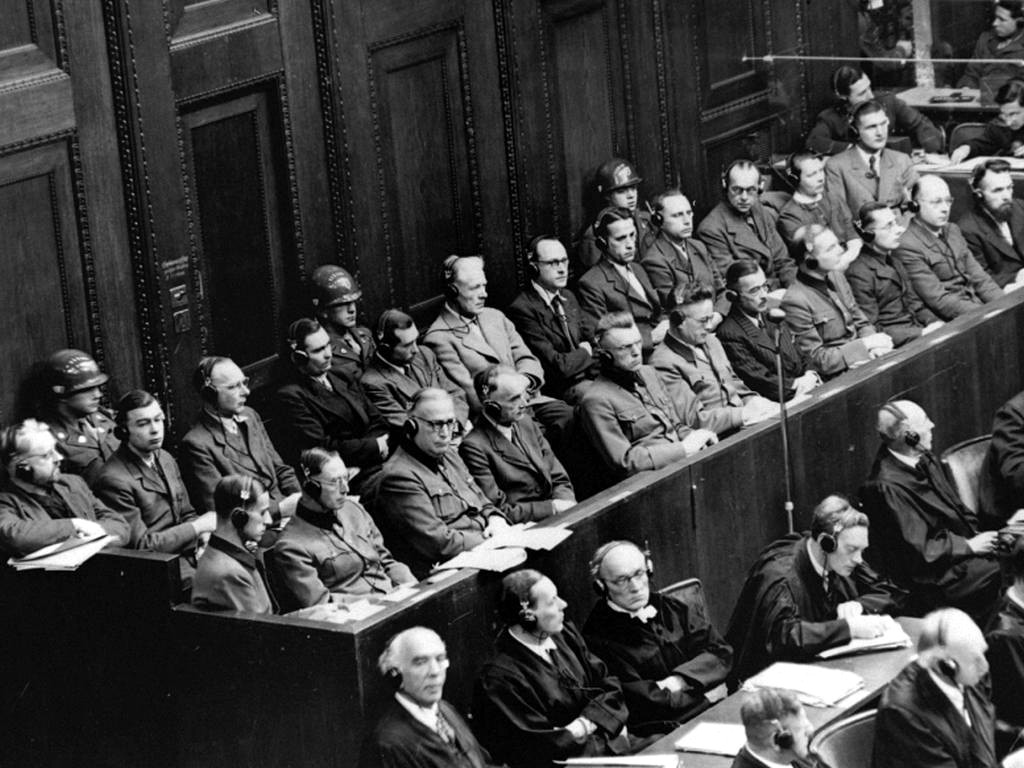
Les 23 accusés au cours du procès des médecins, leurs avocats au-dessous d'eux.

Le discours d'ouverture du procès est prononcé par le brigadier-général (général de brigade en France) Telford Taylor, chef du conseil pour les crimes de guerre.
Les accusés et leurs avocats débutent le procès avec aplomb et assurance, leur liberté de parole est entière, et ils exposent une argumentation cohérente. Selon Halioua, il aurait été plus facile et moins dérangeant d'y voir des actes de perversion menés par une minorité déviante, « c'est plus facile, mais c'est faux ». Il faut accepter l'idée que les accusés ont été en mesure de présenter des arguments  d'ordre moral : leurs recherches ont été menées selon l'esprit des temps modernes, partagé par tous, y compris les Américains, de plus ces actes relèvent de la nécessité sociale en temps de guerre, et de la recherche de solutions urgentes à des problèmes pressants,.
Selon Jay Katz (en),  la seule accusation de « meurtres, tortures et atrocités » aurait pu suffire à condamner les accusés. Mais face à cette argumentation dérangeante qui déstabilise plusieurs fois les experts, le Tribunal a voulu aller plus loin, en condamnant des barbaries faites « au nom de la science médicale ». Au-delà des circonstances de l'époque, le procès pose le problème universel de l'éthique de l'expérimentation humaine, et ce dans tous les camps, en jugeant le passé nazi et en visant l'avenir des démocraties. Dans les attendus du jugement, il sera ainsi rédigé une liste de principes sur l'expérimentation humaine, jouant un rôle précurseur dans l'élaboration des lois et codes internationaux ultérieurs.

### Arguments de la défense

#### Pas de crime en l'absence de loi

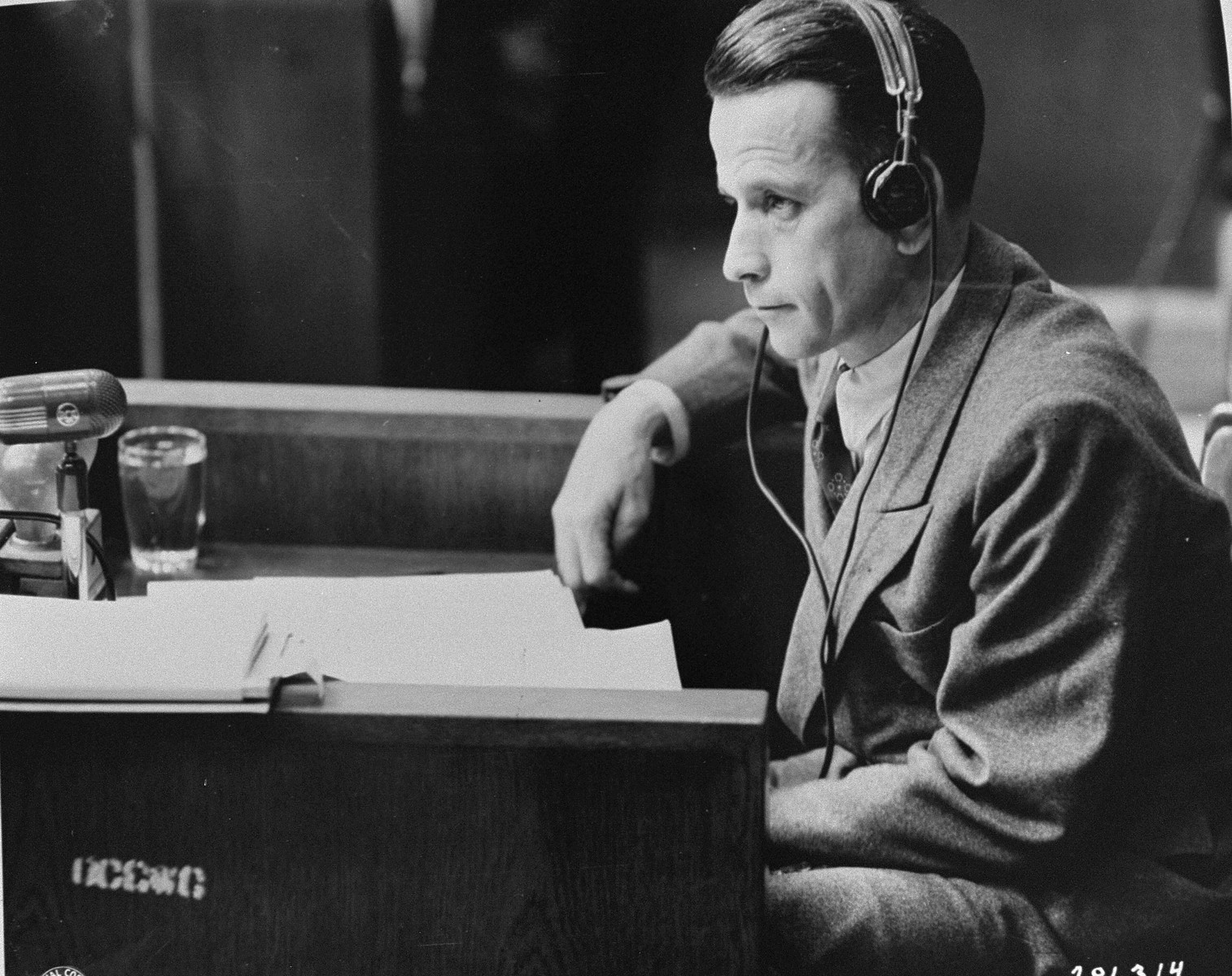
Waldemar Hoven durant le procès.

Selon la défense, le serment d'Hippocrate n'est pas opposable. C'est une éthique de médecine d'observation de l'Antiquité, pas de la médecine expérimentale moderne. Les relations médecin-malade ne sont pas comparables avec les relations médecin-détenu ; et l'éthique du médecin-thérapeute n'est pas transposable au médecin-chercheur. Experts et témoins peuvent toujours rappeler que les médecins allemands et d'autres pays ont toujours insisté sur le respect du Serment, il n'empêche que sur le plan strict du droit, il existe bien un flou éthico-juridique.
L'absence, à cette époque, d'un consensus international précis sur l'expérimentation humaine, permet à la défense de développer l'absence de crime, selon le principe nullem crimen sine lege scripta, certa, praevia (pas de crime sans une loi écrite, précise et antérieure).

#### Impossibilité de juger les actes individuels commis sous un régime totalitaire
Les accusés reportent les responsabilités sur le régime totalitaire hitlérien en général, et en particulier sur les responsables en fuite, morts ou suicidés. Un médecin est non coupable, puisqu'il est couvert par un expert juridique qui endosse la responsabilité ; de même pour un médecin qui n'est que l'instrument d'une volonté étatique. L'accusé Fritz Fischer déclare que ce n'est pas le médecin Fischer qui a agi, mais le « soldat Fischer » tenu à l'obéissance « comme un aviateur qui doit lancer une bombe (...) ce qui est arrivé n'a pas été provoqué par la cruauté, mais uniquement pour nos blessés, dans le cadre de l'État ».
Selon les avocats de la défense, la juridiction des régimes démocratiques ne peut s'appliquer aux actes commis sous un régime totalitaire, où les sujets n'ont pas de choix moral, leur destin étant fixé par l'État.

#### Analogies avec la recherche médicale américaine

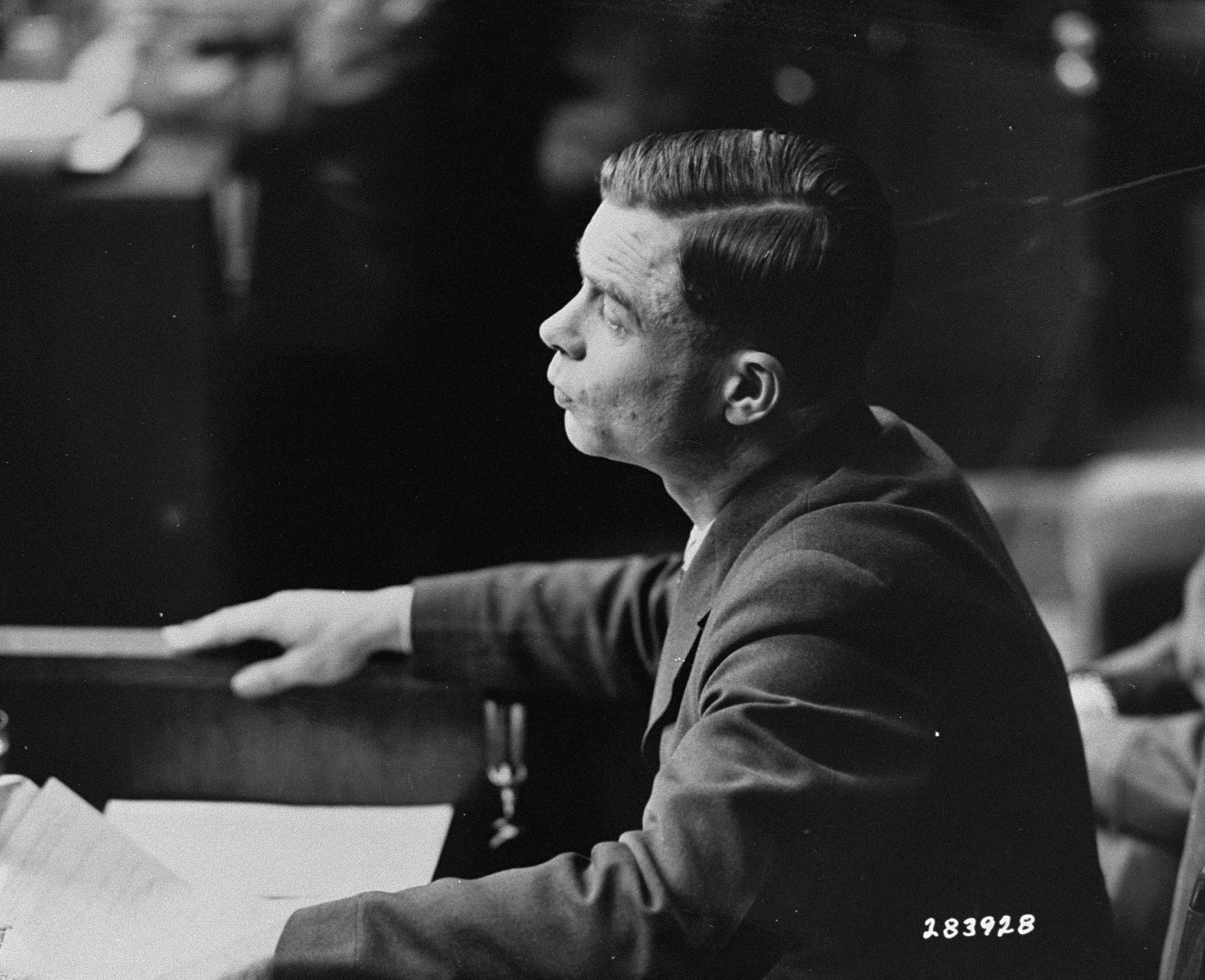
Siegfried Ruff témoignant pour sa propre défense.

Selon les accusés, les expériences nazies en camps de concentration sont équivalentes aux expériences menées dans les prisons américaines. Ainsi Siegfried Ruff ou Hermann Becker-Freysen prétendent que les Américains mènent des expériences analogues aux leurs, sur la haute altitude, le froid, l'effet de drogues, la composition du sang cardiaque ou cérébral... sur les détenus des pénitenciers, les objecteurs de conscience, ou les cancéreux.
En janvier 1947, l'expert-témoin de l'accusation, Werner Leibbrand, médecin allemand persécuté par les Nazis, se présente à la barre. Un avocat de la défense l'interroge sur des cas d'expériences humaines hypothétiques. Dans tous les cas, le témoin répond qu'il s'agit de situations inadmissibles. L'avocat montre aussitôt qu'il s'agit de cas réels, en brandissant un numéro du magazine Life du 4 juin 1945, sur des expériences de paludisme menées sur les détenus de la prison de Stateville (Stateville Correctional Center), dans l'Illinois. 
Il lit entièrement l'article et commente les photos en détail. Interrogé à nouveau, le témoin confirme son jugement : ces situations sont inacceptables, le patient devenant « un simple objet, un colis postal ». Le témoin, victime des nazis, est retourné en témoin à charge contre les pratiques américaines.

#### De bonne foi et d'intention désintéressée
La défense souligne l'excellente réputation des médecins expérimentateurs allemands. Plusieurs ont expérimenté d'abord sur eux-mêmes, Rudolf Brand évoque son ancienne collaboration avec Albert Schweitzer ; Adolf Pokorny a été bénévole durant 15 ans dans un dispensaire ; d'autres rappellent leurs actions en Chine et en Afrique avec l'appui des ministères des colonies britanniques, françaises et belges.
Les accusés disent avoir agi sans intérêt financier, et dans le seul but d'améliorer le sort de l'humanité. L'expérimentation animale a ses limites, car des maladies strictement humaines ne peuvent être reproduites ; alors que l'expérimentation humaine peut être salvatrice en donnant à des détenus l'occasion de se racheter et d'obtenir une grâce en cas de survie. Il n'est pas immoral d'utiliser des criminels en temps de guerre, quand des milliers d'innocents meurent chaque nuit sous les bombardements.

### Réfutations par l'accusation
La nécessité, au cours du procès, de réfuter l'argumentation des accusés a conduit les experts du tribunal à approfondir des questions éthiques et juridiques, jusque là peu explorées. Ainsi la distinction médecin-malade et chercheur-détenu, où la recherche sur quelques-uns est censée s'effectuer « au profit » de tous, pose la question du « sujet humain ». 

#### Dénonciation de l'éthique nazie

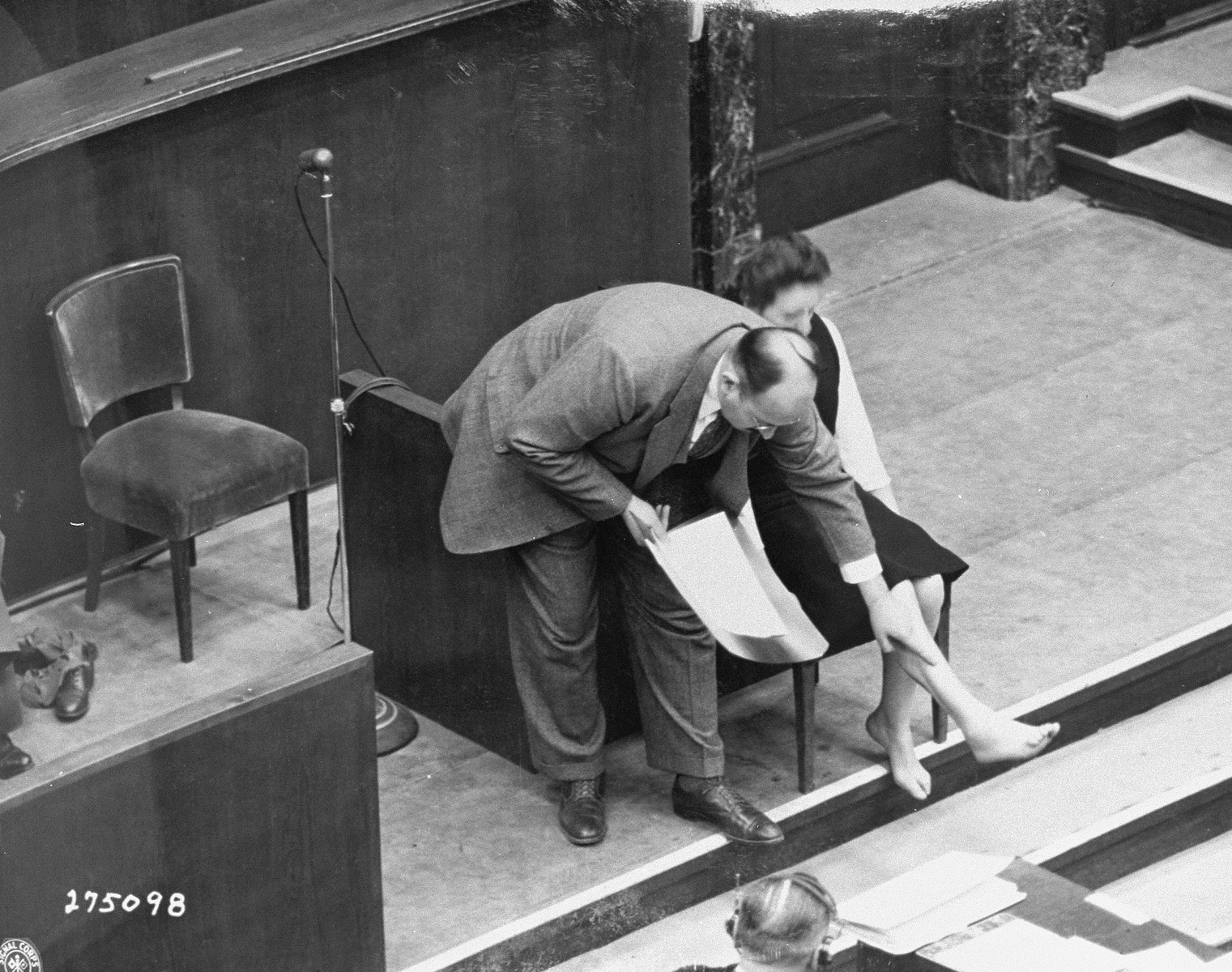
L'expert de l'accusation Leo Alexander explique la nature de l'expérience que le témoin a subie.

Pour distinguer entre ce qui est permis et ce qui n'est pas tolérable, il faut d'abord regrouper sous le terme de «malade» toute personne en contact professionnel avec un médecin, quel que soit son mode d'exercice (thérapeute ou chercheur, public ou privé, civil ou militaire...). La différence entre «sujet malade» et « sujet sain » s'estompe, de même celle entre sujet libre et sujet en détention, comme entre l'humanité en général et des groupes particuliers : étrangers, aliénés, détenus, enfants orphelins, comateux, mourants... Dès lors le principe hippocratique d'abord ne pas nuire devient réellement universel, en s'appliquant à l'anthropos, au sujet ou à l'être humain, à la personne. Cette position est surtout défendue par Leo Alexander.
Sur la dilution des responsabilités dans un régime totalitaire en temps de guerre, Werner Lebbrand montre que le régime hitlérien a contribué à gommer la conscience humaine du médecin, le médecin nazi n'est plus un homme qui aide un autre homme, il est devenu un expert biologique d'évènements biologiques où le sujet n'est plus qu'un objet.
Cette analyse de Lebbrand a été confirmée et développée plus tard par des historiens. L'éthique du médecin nazi n'est pas de soigner une personne humaine individuelle, mais un peuple, une race déterminée par un pur sang aryen, un « flux sanguin permanent, ce flux qui irrigue le corps de notre peuple. » Le médecin nazi est un ingénieur combattant, un soldat biologique de la santé d'un peuple supérieur.
Selon Ulf Schmidt, de l'Université de Kent, la responsabilité morale des médecins nazis était entière, car leur conscience ne s'est guère posé de questions. Ils ont été incapables de penser et de dire « Je ne peux pas en faire plus, je ne veux plus continuer comme cela ».  
Cette absence de questionnement se retrouve chez la plupart des accusés qui plaident l'ignorance : ils ignoraient la nature exacte des « crimes » des détenus sujets d'expérience, ils ignoraient l'existence des camps de concentration, ils ignoraient ce qu'il advenait des sujets après l'expérience. Ils vivaient sous la loi martiale et un supérieur hiérarchique leur affirmait que ces expériences « étaient correctes ».

#### Défense des expérimentations américaines
Selon Philippe Aziz, de violentes polémiques ont eu lieu au sein du comité des experts chargés de préparer le procès. Des médecins militaires américains ont mis en garde les juristes sur la difficulté de définir ce qui est admissible ou pas en matière d'expériences, car leur propre pratique pourrait être mise en cause.  
Les juristes n'en tiennent pas compte. Le juge Walter B. Beals est un partisan convaincu de la nécessité de ce procès, car il y va de l'honneur des États-Unis et du monde libre :« Nous ne devons pas nous contenter d'être simplement des vainqueurs grâce à la supériorité de nos armes. Cette supériorité technologique serait méprisable si elle ne s'accompagnait d'une supériorité morale ».  
De même, pour le juge Harold L. Sebring, c'est aussi un impératif moral auquel on ne peut se soustraire et que l'on doit assumer pleinement. 

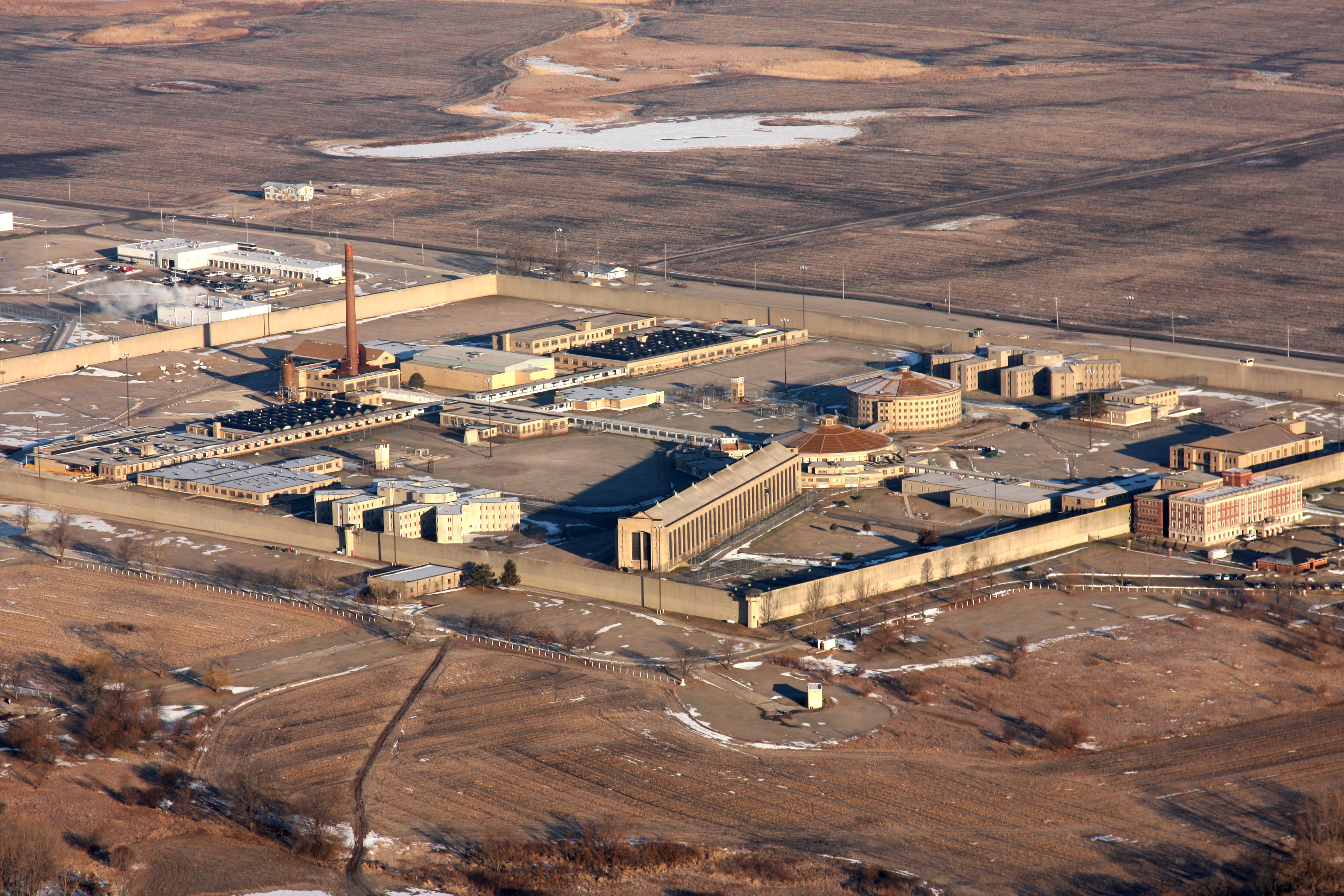
Le Stateville Correctional Center près de Crest Hill (Illinois), lieu d'expériences de paludisme sur les détenus en 1944, la Stateville Penitentiary Malaria Study.

Après la remise en cause des expérimentations américaines par les accusés, l'expert Andrew Ivy retourne aux États-Unis. Il rencontre Dwight H. Green, gouverneur de l'Illinois, pour lui demander de créer un comité d'éthique enquêtant sur les expériences faites sur les détenus (le comité Green). En avril 1947, les 6 membres du comité sont nommés avec Andrew Ivy comme président. En juin 1947, Ivy revient se présenter devant le procès, en tant qu'expert et président du comité Green.
Le 12 juin 1947, Ivy explique que les expérimentations américaines de haute-altitude ont été faites par modèle animal et extrapolées à l'homme par calcul mathématique, que les simulations humaines de descente lente en parachute de haute altitude ont été faites avec masque à oxygène. Il rappelle l'importance du volontariat et de la possibilité de retrait des sujets d'expériences aux États-Unis. Il insiste sur le fait que les modes de pensée et les méthodes expérimentales américains et allemands ne sont pas comparables.
En fait, à cette date, le comité Green ne s'est jamais réuni. Ivy seul présente son opinion personnelle comme le résultat d'une enquête : les expériences américaines sur les détenus sont conformes à l'éthique médicale. Le comité ne se réunira qu'après le procès, fin 1947, en modifiant cette conclusion  : les expériences américaines sont plus que conformes, elles atteignent les plus hauts standards du modèle idéal.

#### Primauté du consentement
Le déroulement des débats confirme ce qui avait été évoqué avant le procès : l'absence de loi ou de règles précises du droit international sur les expérimentations humaines. Quelques divergences entre les trois experts de l'accusation ont soulevé l'émoi de l'assistance, concernant le rôle du médecin-chercheur et l'expérimentation sur détenus et condamnés à mort.
Pour le tribunal, il apparait alors que la bonne foi et l'intention de l'expérimentateur doivent laisser la place à un principe supérieur et décisif, le seul qui permette de se démarquer des expérimentations nazies : la nécessité d'un consentement volontaire d'un sujet libre et éclairé, en dehors de toute situation de contrainte. C'est le point essentiel, pouvant garantir le Never again (plus jamais ça),.
Les quatre juges du tribunal ont donc élaboré un code, précisant les règles du consentement volontaire avec la liberté d'interrompre l'expérience, à la fois par le sujet et l'expérimentateur.
Pour la réception et l'interprétation de ce code aux États-Unis et en France, voir :

## Le jugement

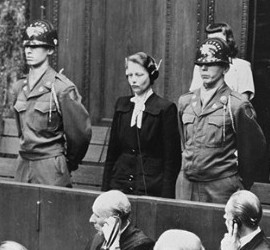
Herta Oberheuser écoutant sa sentence, le 20 août 1947.

Le procès prend fin le 21 août 1947.
Sept accusés sont acquittés en application de la « common law » selon laquelle la culpabilité doit être établie « au-delà d'un doute raisonnable ». Acquittés de crimes contre l'humanité, ils seront condamnés pour appartenance à une organisation criminelle.
Seize accusés sont reconnus coupables, sans appel possible : quatre à de longues peines de prison, cinq à la prison à perpétuité, sept à la peine de mort. Ils adressent tous une demande de grâce auprès de Lucius Clay, gouverneur de la zone américaine. Dans une ultime provocation, Karl Brandt demande aux autorités américaines qu'on lui fasse subir une expérience médicale n'offrant aucune chance de survie.
Les exécutions ont eu lieu par pendaison dans la prison de Landsberg, le 2 juin 1948, là  où Hitler fut emprisonné en 1924 après le putsch manqué de Munich, là même où il rédigea Mein Kampf.